# Die Geheimwaffe
Die Geheimwaffe (Originaltitel: Sherlock Holmes and The Secret Weapon) ist ein US-amerikanischer Spielfilm aus dem Jahr 1942. Der Kriminalfilm aus der Sherlock-Holmes-Reihe basiert sehr frei auf der Kurzgeschichte The Dancing Men von Sir Arthur Conan Doyle. 

## Handlung
Sherlock Holmes reist in die Schweiz, um den Wissenschaftler Dr. F. Tobel vor der deutschen Gestapo in Sicherheit zu bringen. Die Deutschen wollen sich die Erfindung Tobels – ein brillantes Bombenzielgerät – und den genialen Geist des Wissenschaftlers zu Nutze machen.
Tobel will seine Erfindung dem britischen Militär zur Verfügung stellen, jedoch zu seinen Bedingungen. Dazu zerlegt er das Gerät in vier Teile, die er bei Wissenschaftlern seines Vertrauens deponiert, damit diese die Bauteile nach Nutzen des Militärs unabhängig voneinander anfertigen können. Keiner außer ihm selbst kennt die Namen der Wissenschaftler und somit das genaue Geheimnis des Zielgerätes.
Professor Moriarty jedoch entführt Tobel im Auftrag der Deutschen und findet anhand eines verschlüsselten Dokuments die Namen von drei der vier Wissenschaftler heraus. Er lässt diese töten und die Einzelteile des Gerätes beschaffen. Es wird höchste Zeit für Sherlock Holmes und Dr. Watson, mit einer scharfsinnigen Analyse den Namen des vierten Wissenschaftlers zu ermitteln, der sich als zusätzliche Sicherheitsmaßnahme entpuppt.

## Hintergrundinformationen
Der Film greift lediglich die Idee einer figurativen Geheimschrift aus der von Sir Arthur Conan Doyle verfassten Sherlock-Holmes-Kurzgeschichte The Dancing Men (zuerst erschienen in The Strand Magazine im Dezember 1903) auf. Übereinstimmungen in der Handlung von Vorlage und Film gibt es ansonsten nicht. Unter der Regie von Roy William Neill wurde die Geschichte so angepasst, dass sich die Aufklärung des Falls durch den Meisterdetektiv hier zum Kampferfolg über den Kriegsgegner Deutschland und seine Geheimpolizei darstellt.
Sherlock Holmes und Dr. Watson wurden mit Basil Rathbone und Nigel Bruce besetzt, die diese Rollen bereits in einer Verfilmung von Der Hund von Baskerville spielten. Der Film wurde von Universal Pictures produziert, hatte aber erst zu Beginn der 1990er Jahre seine Premiere in Deutschland (durch das Fernsehen). 

## DVD-Veröffentlichung
- Die Geheimwaffe. Auf: Die Sherlock Holmes Collection. Teil 1. Special Edition (4-DVD-Set). Koch Media 2006